# اورلند (پنسیلوانیا)
اورلند (به انگلیسی: Oreland) یک منطقهٔ مسکونی در ایالات متحده آمریکا است که در پنسیلوانیا واقع شده‌است. اورلند ۵٬۶۷۸ نفر جمعیت دارد.